# Рузаевское викариатство
Руза́евское викариа́тство — викариатство Саранской епархии Русской православной церкви. Поименовано по городу Рузаевка.

## История
Рузаевское викариатство было образовано на заседании Священного Синода Русской православной церкви 10 октября 2009 года в связи с рапортом архиепископа (ныне митрополита) Саранского и Мордовского Варсонофия, для помощи ему в управлении Саранской епархией.
После перевода епископа Илии (Быкова) на другую кафедру 25 декабря 2013, не замещалось.

## Архиереи
- Климент (Родайкин) (2 декабря 2009 — 30 мая 2011)
- Илия (Быков) (30 мая 2011 — 25 декабря 2013)